# Leon Lai
Leon Lai (黎明, pinyin: Ming Li, cantonés: lai4 ming4) (Pekín, 11 de diciembre de 1966) es un actor y cantante chino.
Sus actuaciones más destacadas son la del asesino en «Ángeles Caídos» de Wong Kar-wai, el esposo en «Tr3s Pesadillas» de Peter Chan, el inmigrante en «Camaradas, casi una historia de amor» de Peter Chan, y el de las «Siete Espadas» de Tsui Hark. A la par siendo un cantante destacado en Hong Kong con la música Electrónica y Canto-pop. Leon también ha cooperado con la UNICEF desde 1993. Posteriormente pasó de ser voluntario a embajador de buena voluntad del UNICEF al año siguiente. Debido a su buen desempeño se ha hecho acreedor de numerosos premios y reconocimientos de toda índole.

## Biografía
Leon Lai nació en Pekín y es hijo único. Sus padres se divorciaron cuando él tenía cuatro años. Lai estudió en Camino del King's College de Princeton (Inglaterra). Antes de convertirse en cantante, trabajó como vendedor para una compañía de teléfonos móviles. Después de terminar se segunda participación en un concurso para cantantes promovido por TVB, ha emprendido una de las carreras musicales de mayor éxito en Hong Kong, llegando a firmar su primer contrato con Polygram (hoy Universal Music, Sony Music y después el 23 de marzo de 1998.
Junto con Jacky Cheung, Andy Lau y Aaron Kwok, Lai es parte de los medios de comunicación en que se lo define el asiático "Cuatro Grandes Reyes Celestiales (四大 天王), o los cantantes más famosos de su generación.
En 1999, después de ganar numerosos premios, anunció que ya no se aceptarían.
En 1996, Lai fue nominado como mejor actor del siglo XVI "Premio Cine de Hong Kong de la película de Compañeros, Casi una historia de amor que ha desempeñado un personaje de un hombre que se mudó a Hong Kong desde China en los años 80.
En 2004, Leon Lai ha creado una nueva empresa con Peter Lam, el sello "Music A", Registro de Production Company Limited. El primer álbum de la aerolínea, Amanecer, fue lanzado en septiembre.
Su club de los seguidores de Leon y su familia (黎明 家族). se lo puede encontrar en Hong Kong, Macao, China, Canadá, Japón, Malasia, Corea del Sur, Singapur, Taiwán, Tailandia y los Estados Unidos.

## Filmografía

### Películas
Nota: un # después del año de la película indica un personaje de menor importancia)
- The Choice: A Story of the Old Shanghai (2016)
- Night Peacock (夜孔雀, 2016)
- The Guest	(不速之客, 2016)
- The Secret (消失愛人, 2016)
- Lady of the Dynasty (王朝的女人·杨贵妃, 2015)
- One Night Surprise (一夜惊喜, 2013)
- White Vengeance (鴻門宴, 2011)
- Frozen (為你鍾情, 2010)
- Fire of Conscience (火龍, 2010)
- The Magic Aster (2009)
- The Founding of a Republic (建國大業, 2009)
- Bodyguards and Assassins (十月圍城, 2009)
- Kingdom of War (江山美人, 2008)
- Moonlight In Tokyo (情義我心知, 2005)
- Seven Swords (七劍, 2005)
- Leaving me, Loving you (大城小事, 2004)
- Infernal Affairs 3 (無間道III終極無間, 2003#)
- Heroic Duo (雙雄, 2003)
- Trois Histoires de l'au-delà (三更, 2002)
- Bullets of Love (不死情謎, 2001)
- Everyday Is Valentine (情迷大話王, 2001)
- Dream of a Warrior (天使夢, 2001)
- Skyline Cruisers (神偷次世代, 2000)
- Love at First Sight (一見鍾情, 2000)
- A Hero Never Dies (真心英雄, 1998)
- City of Glass (玻璃之城, 1998)
- Love Generation Hong Kong (新戀愛世紀, 1998)
- God of Gamblers 3: The Early Stage (賭神三之少年賭神, 1997)
- Killing Me Tenderly (愛你愛到殺死你, 1997)
- Eighteen Springs (半生緣, 1997)
- Comrades, Almost a Love Story (甜蜜蜜, 1996)
- Les Anges déchus (墮落天使, 1995)
- Love and the City (都市情緣, 1994)
- Run (1994)
- Fearless Match (1993)
- City Hunter (城市獵人, 1993)
- The Story of the Flying Fox (1992)
- Gun and Rose (龍騰四海, 1992)
- The Magic Touch (1992)
- The Wicked City (妖獸都市, 1992)
- Shogun and His Little Kitchen (1992)
- With or Without You (1992)
- Fun & Fury (痴情快婿, 1991)
- Party of a Wealthy Family aka. The Banquet (豪門夜宴, 1991)
- Fruit Bowl (1991)
- Four Loves (四千金, 1989)
- Mr. Handsome (美男子, 1987)

### Series de televisión
- 1986 : Foundling's Progress (男儿本色)
- 1987 : A Friend in Need (飞越霓裳)
- 1988 : Bing Kuen (兵权)
- 1988 : Yankee Boy (回到唐山)
- 1989 : Song Bird (天涯歌女)
- 1989 : Chun Mun Kong Chuen Kei (晋文公传奇
- 1989 : Period of Glory (风云时代)
- 1990 : Cherished Moments (回到未嫁時)
- 1991 : Challenge Of Life (人在邊緣)
- 1991 : The Breaking Point (今生無悔)
- 1993 : The Legendary Ranger (原振俠) (basé sur un roman de Ni Kang)
- 1994 : Class Of Distinction (阿SIR早晨)

## Discografía

### Cantonés
- Leon (1990)
- Meet in Rain (相逢在雨中) (1990)
- Just wanna be close to you (親近你) (1991)
- It's Love. It's Destiny (是愛是緣) (1991)
- Personal Feeling (我的感覺) (1991)
- Hope We're not just Friends (但願不只是朋友) (1992)
- The Most Charming Person (Compliation) (傾城之最) (1992)
- I love you, OK? (1992)
- My Other Half (Complilation) (我的另一半) (1993)
- Summer of Love (夏日傾情) (1993)
- Chateau de Reve (夢幻古堡) (1993)
- Love Between Sky and Earth (天地情緣) (1994)
- Destined Love + Compilation (情緣) (1994)
- Red Hot Fire Dance (火舞艷陽) (1994)
- Great Passion Between Sky and Earth (天地豪情) (1995)
- Dream Chase (夢.追蹤) (1995)
- Perhaps (1996)
- Feel (感應) (1996)
- If (1997)
- Leon's (1997)
- Leon Sound (1997)
- I Love You so much (我這樣愛你) (1998)
- City of Glass OST (玻璃之城電影原聲大碟) (1998)
- If I Can See You Again (如果可以再見你) (1998)
- Leon Now (1999)
- Eyes Want to Travel (眼睛想旅行) (1999)
- Beijing Station (北京站) (2000)
- Leon Club Sandwich (2000)
- Happiness (喜) (2001)
- The Red Shoes (2001)
- The Red Shoes...Evolution (2001)
- Leon Charged Up (2002世界盃衝鋒陷陣) (2002)
- Homework (2002)
- Leaving Me Loving You OST (大城小事原聲大碟) (2004)
- Leon Dawn (2004)
- Love & Promises (2004/2005 (Special Edition))
- Long Lasting Love (長情) (2005)

### Mandarín, Coreano y Japonés
- Will You Come Tonight (今夜你會不會來) (1991)
- Accumulating All My Love (堆積情感) (1992)
- Autumn Dawn (秋天的黎明) (1993)
- Stay For Me (為我停留) (1994)
- My True Heart is Presented to You (我的真心獻給你) (1994)
- Love is Hard to Get (愛難求) (1995)
- Why Aren't You My Future (為何你不是我的未來) (1996)
- Disagreement of Words and Thoughts (口不對心) (1997)
- DNA Gone Wrong (DNA出錯) (1997)
- The World of Leon Lai (Korean) (1997)
- I Love You So Much (Korean Version) (我這樣愛你) (1997)
- City of Glass OST (Korean Version) (玻璃之城電影原聲大碟) (1998)
- Korean Soundtrack (1998)
- Longing (嚮往) (1998)
- If I Can See You Again (Korean version) (如果可以再見你) (1998)
- If I Can See You Again (Japanese version) (如果可以再見你) (1998)
- Never Ever (Korean Version) (1999)
- None But Me (非我莫屬） (1999)
- Leon Now (Korean Version) (1999)
- Hot & Cool (Japanese) (2000)
- You Are My Friend (Korean) (2000)
- Leon Dawn Leon (2004)
- A Story (一个故事)(2005)
- 4 in Love（2007）
- X U（2011）